# Svogerslev
Svogerslev es una localidad situada en el municipio de Roskilde, en la región de Selandia (Dinamarca), con una población en 2012 de unos 4273 habitantes.
Se encuentra ubicada al norte de la isla de Selandia, limitando con la región capital al este y el fiordo de Roskilde al norte.